# آنتونی شیمانوفسکی
آنتونی شیمانوفسکی (لهستانی: Antoni Szymanowski؛ زادهٔ ۱۳ ژانویهٔ ۱۹۵۱) بازیکن فوتبال اهل لهستان بود.
از باشگاه‌هایی که در آن بازی کرده‌است می‌توان به باشگاه ورزشی گواردیا ورشو، باشگاه فوتبال ویسوا کراکوف، و باشگاه فوتبال کلوب بروژ اشاره کرد.
وی در مسابقات کشوری و بین‌المللی در مجموع برندهٔ ۱ مدال طلا، ۱ مدال نقره شده‌است.